# 性別統計資料
性別統計資料，或稱性別區隔之資料（gender-disaggregated data），指性別分析中所需的實證資料按性別分類，用以呈現不同性別之待遇、處境及進展等實況，透過科學方法收集與分析數據作為事實基礎。1995年聯合國第4屆婦女大會後，為揭示兩性在各社經領域之現況、地位及資源分配，各國陸續推動性別統計資料之收集來監測性別平權之落實。
由中華民國政府所執行的《性別影響評估操作指南》中指出，性別統計資料對政府行政是否有造成男女差異，可以用性別統計資料呈現，並考量計畫是否能效縮小性別落差，進而落實實質平等。